# Alessio Bolognani
Alessio Bolognani (* 17. November 1983 in Cavalese) ist ein ehemaliger italienischer Skispringer und heutiger Skisprungtrainer.
Bolognani begann seine internationale Karriere 2001 im Skisprung-Continental-Cup. 2003 wurde er italienischer Meister im Skispringen. Am 8. März 2003 gab er sein Debüt im Skisprung-Weltcup. Dabei erreichte er im Teamspringen in Oslo den 8. Platz. Bei der Nordischen Skiweltmeisterschaft 2005 landete er mit der italienischen Mannschaft nur auf hinteren Plätzen. Bei den Olympischen Winterspielen 2006 in Turin sprang er von der Großschanze auf den 44. Platz. Von der Normalschanze schied er bereits in der Qualifikation aus. Im Teamspringen erreichte die Mannschaft, bestehend aus ihm, Andrea Morassi, Sebastian Colloredo und Davide Bresadola, den 11. Platz. Nach den Spielen gewann er Bronze bei den italienischen Meisterschaften. 2007 gewann er ebenfalls Bronze von der Normal- und der Großschanze.
Heute arbeitet er als Trainer für das italienische Damen-Nationalteam.